# Paulo Bentancur
Paulo Roberto Ribeiro Bentancur (Santana do Livramento, 20 de agosto de 1957 – Nilópolis, 28 de agosto de 2016) foi um escritor e crítico literário brasileiro.
Produziu em vários gêneros, do infantojuvenil à poesia, sendo agraciado com quatro prêmios Açorianos. Foi editor da Imprensa Oficial do RS e Coordenador do Livro e Literatura da Secretaria Municipal da Cultura de Porto Alegre.

## Biografia
Paulo Bentancur nasceu em uma família humilde do município de Santana do Livramento, no interior do Rio Grande do Sul, fronteira com o Uruguai. Ainda jovem foi para a capital, Porto Alegre, tendo atuado na Companhia Riograndense de Artes Gráficas. Em 1984 nasceu sua primeira filha, Maria Bentancur. Em 1999 nasceu a segunda, Laura Marengo Bentancur.
Na década de 1980, indicado pelo escritor Airton Ortiz, Paulo Bentancur integrou a direção da linha editorial da Editora Tchê, com Edgardo Xavier. Escrevia para os principais jornais gaúchos e do Brasil, e logo foi contratado pelo Grupo Editorial Record. Paulo ainda editou a revista Vox XXI.
Foi também coordenador do Livro e Literatura na Secretária Municipal de Cultura de Porto Alegre, onde residia em um apartamento no bairro Cristo Redentor. Além de livros, escreveu também prefácios, artigos, resenhas e paratextos para diversos suplementos culturais-literários. Publicou em vários gêneros, tendo quase 20 livros publicados.
Em 1994 estreou com Instruções para iludir relógios, livro posteriormente premiado com um prêmio Açorianos na categoria Livro sem gênero. Já em 2000 fez parte do projeto Livros Invisíveis, iniciativa pioneira no Brasil de lançamentos de e-books.
Em 2014 seu livro A Máquina De Brincar, distribuído em escolas públicas do Brasil para estudantes matriculados no ensino fundamental, provocou polêmica por apresentar o diabo como uma figura simpática. Um dos seus últimos livros mais destacados foi Bodas de Osso.
Em 2016, foi ao Rio de Janeiro para se casar com Marta Aguiar e morreu duas semanas mais tarde, em 28 de agosto, aos 59 anos, na cidade de Nilópolis. A causa da morte foi uma parada cardíaca enquanto dormia.

## Principais obras[2]

### Infantojuvenil
- Agulha ou linha, quem é a rainha? (Projeto, 1992)
- O menino que não gostava de histórias (Solivros, 1995).
- As surpresas do corpo (Difusão Cultural, 1997).
- Quem não lê, não vê (Difusão Cultural, 1997).
- Os homens na caverna — Platão (Ed. Mercado Aberto, 1994; Ed. Artes e Ofícios, 2001)
- É lógico, pô! — Aristóteles (Ed. Mercado Aberto, 1994; Ed. Artes e Ofícios, 2001)
- O menino escondido —Freud (Ed. Mercado Aberto, 1995; Ed. Artes e Ofícios, 2001).
- O criador de monstros — Kafka (Ed. Artes e Ofícios, 2001).
- As cores que tremiam — Van Gogh (Ed. Artes e Ofícios, 2001).
- Entre o céu e a terra— Shakespeare (Ed. Artes e Ofícios, 2001).
- A máquina de brincar (Bertrand Brasil, 2005).
- As rimas da Rita (Bertrand Brasil, 2005).O olhar das palavras (Bertrand Brasil, 2005).

### Contos/Crônicas
- Instruções para iludir relógios (Ed. Artes e Ofícios, 1994).
- Os livros impossíveis (00h00.com, Paris, França, 2000)
- Frio (Ed. Sulina, 2001)
- A solidão do Diabo (Bertrand Brasil, 2006).

### Ensaio
- A Feira do Livro de Porto Alegre — 40 anos de História (Ensaio, 1994)

### Poesia
- Bodas de osso (Bertrand Brasil, 2005).

## Prêmios[2]
- 1995 - Prêmio Açorianos na categoria especial para Instruções Para Iludir Relógios (um livro sem gênero)
- 1996 - Prêmio Açorianos na categoria infanto-juvenil para O Menino Escondido (Freud)
- 2004 - Prêmio Açorianos na categoria especial, como organizador de Simões Lopes Neto — Obra Completa
- 2005 - Prêmio Açorianos na categoria poesia, para Bodas de Osso.